# Julia Ling
Julia Ling (Temple City, 14 februari 1983), geboren als Shel Wei, is een Amerikaanse actrice, filmregisseuse, filmproducente en scenarioschrijfster. 

## Biografie
Ling begon al op zeer jonge leeftijd met het nemen van dans- en pianolessen. Zij doorliep de high school aan de Temple City High School in haar geboorteplaats Temple City waar zij ook actief was in dans, tennis en zwemmen. Hierna studeerde zij af in biomedische technologie aan de Universiteit van Californië in Los Angeles. Naast Engels spreekt zij ook vloeiend Duits en Mandarijn.
Ling begon in 2003 met acteren in de televisieserie Buffy the Vampire Slayer, waarna zij nog meerdere rollen speelde in televisieseries en films.

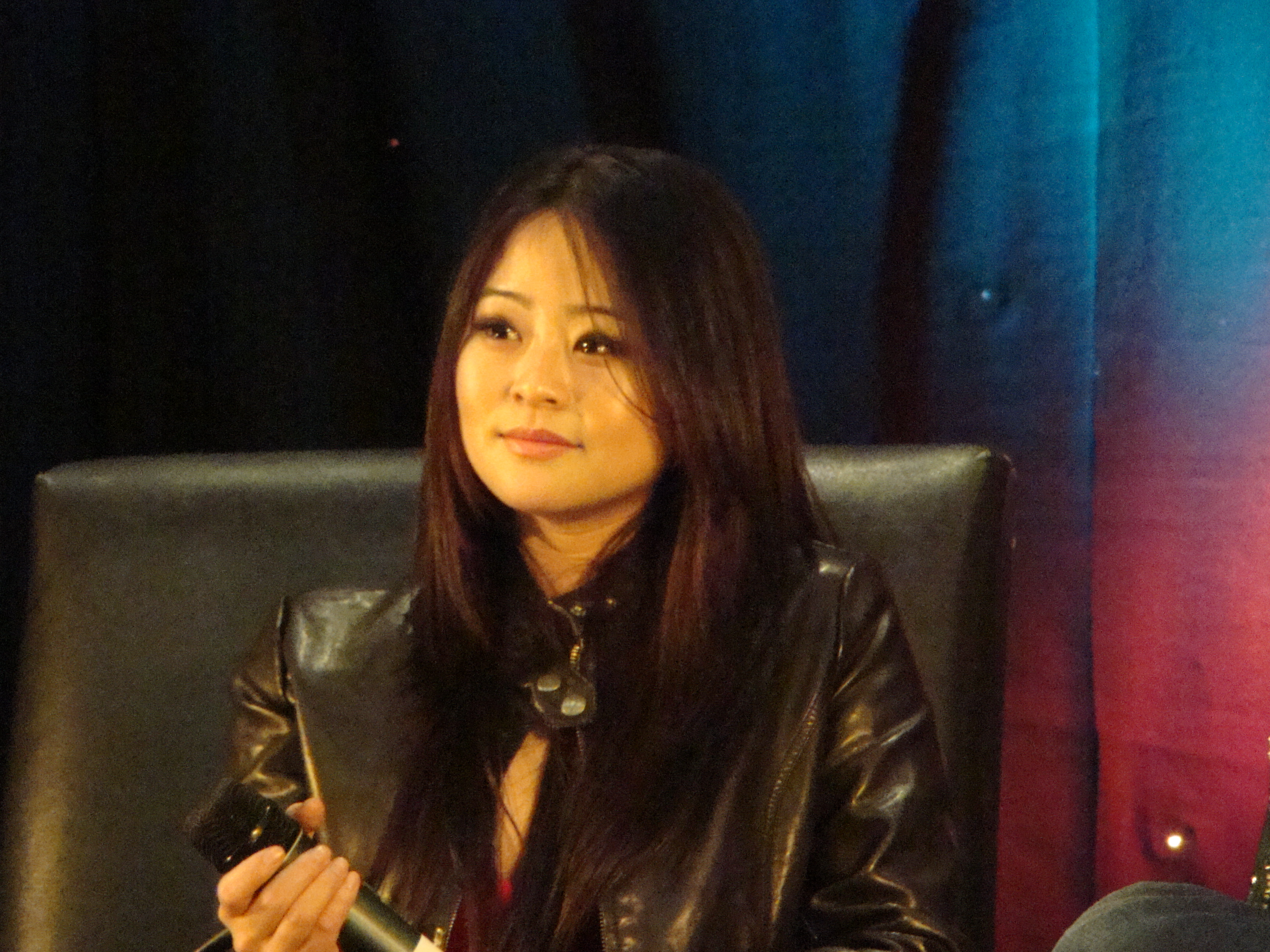
Julia Ling

## Filmografie

### Films
Uitgezonderd korte films.
- 2021 Blue Call - als Vy
- 2017 Tell Me How I Die - als verenigingsmeisje
- 2013 Dynamite Swine – als Lulu
- 2010 Love Sick Diaries – als Origami meisje
- 2010 High School – als Charlyne
- 2009 Angus Petfarkin Paints His Masterpiece – als Epsilon
- 2006 Undoing – als Linda
- 2005 Memoirs of a Geisha – als danseres lentefestival
- 2005 Guess Who – als racer
- 2004 Educating Lewis – als Julia

### Televisieseries
Uitgezonderd eenmalige gastrollen.
- 2023 Emergency: LA - als LAPD agente Danni Prescott - 13 afl.
- 2016-2018 Tactical Girl - als Tactical Girl - 10 afl.
- 2007-2010 Chuck – als Anna Wu – 31 afl.
- 2008 Chuck Versus the Webisodes – als Anna Wu – 2 afl.
- 2008 Chuck: Meet the Nerd Herders – als Anna Wu – 5 afl.
- 2008 Buy More – als Anna Wu – 2 afl.
- 2006-2007 ER – als Mae Lee Park – 5 afl.
- 2006-2007 Studio 60 on the Sunset Strip – als Kim Toa – 5 afl.

### Computerspellen
- 2009 Command & Conquer: Red Alert 3 - Uprising – als Izumi
- 2008 Command & Conquer: Red Alert 3 – als Izumi

### Filmregisseuse
- 2020 Blackbird Anthem: 22 - korte film
- 2018 Tactical Girl - televisieserie - 1 afl.

### Filmproducente
- 2020 Blackbird Anthem: 22 - korte film
- 2019 Tango Down - korte film
- 2016-2018 Tactical Girl - televisieserie - 10 afl.
- 2017 Bonds of Brotherhood - korte film
- 2010 Cinder - korte film

### Scenarioschrijfster
- 2020 Blackbird Anthem: 22 - korte film
- 2016-2018 Tactical Girl - televisieserie - 10 afl.

- Library of Congress Control Number: no2010011135
- Virtual International Authority File: 106902279
- WorldCat: E39PBJhhqccY6jPV4CXvdp3PcP